# 만 모한 아디카리
만 모한 아디카리(네팔어: मन मोहन अधिकारी, 1920년 6월 9일~1999년 4월 26일)는 1994년부터 1995년까지 네팔 공산당 (통합 마르크스-레닌주의)을 대표하는 네팔의 제31대 총리였다. 그는 네팔 최초의 공산주의 총리이자 세계 최초의 공산주의 정치인으로 정부 수반으로 민주적으로 선출된 사람 중 한 명이다.

## 어린 시절
네팔 카트만두의 라짐파트에서 태어난 그는 어린 시절을 비랏나가르에서 보냈다. 그의 가족은 네팔 동부의 지주 브라만 가문이었다. 그는 1938년에 공부하기 위해 바라나시로 보내졌다. 1942년에 공부하는 동안, 아디카리는 인도 철수 운동에 참여했고 그는 영국 식민지 당국에 의해 체포되었고 다른 정치인들과 함께 투옥되었다.

## 정치 경력
인도에 머무는 동안, 아디카리는 인도 공산당에 가입하면서 공산주의 운동에 참여하게 되었다. 그는 비랏나가르로 돌아와 화학 산업에서 일했고 1947년 3월 비랏나가르 주트 공장 파업에 참여했고 체포되어 기리자 프라사드 코이랄라, 비슈웨슈와르 프라사드 코이랄라와 함께 육로를 통해 카트만두로 이송되었다.
그는 1949년 네팔 공산당의 창립에 참여했다. 1957/58년에 만 모한 아디카리는 네팔에서 공산주의 운동의 핵심 인물이 된 동안 조직을 확장하는 데 열심이었기 때문에 처음으로 민주적으로 의회 선거를 열었을 때 오로지 건성으로 참여했다. 1959년, 비슈와르 프라사드 코이랄라 총리가 이끄는 당시 선출된 정부가 해임되고 선출된 의회는 몇 가지 이유를 들어 마헨드라 국왕에 의해 해산되었다.
지도자 아디카리의 지시에 따라 국왕의 건설적인 지도부에 대한 지지를 서약하는 공개 성명이 발표되었고 순사리와 모랑 지역에 구금되어 있던 당시 네팔 공산당 지도자 몇 명이 석방되었다. 샤일렌드라 쿠마르 우파디야와 라다 파르사드 기미레(몇 달 만에 석방) 감옥에서 풀려난 후, 샤일렌드라는 카트만두에서 왕의 접견을 받았고, 최근 국왕이 취한 정치적 행동에 대한 지지를 활성화하는 임무를 맡겼고, 그는 나중에 마헨드라 왕에 의해 내무부 차관이 되었다.
방글라데시 독립 전쟁 동안, 아디카리는 그 전쟁이 파키스탄에 대한 인도의 침략이라고 주장했다.
1994년 11월, 의회 해산에 따라 선거가 치러졌다. 의회가 UML보다 더 높은 인기 투표를 확보했음에도 불구하고, 후자는 전자의 83석에 88석을 확보했다. 두 정당 모두 205석 중 과반수를 차지하기 위한 연정 구성에 성공하지 못했다. 그러나 연립 협상이 실패한 후, 아디카리는 소수 정부의 총리가 되었고, 국민민주당과 사드바바나당의 지지를 얻었다.
1995년 6월, 국민민주당과 사드바바나당(1994년 11월 UML이 소수 정부를 형성하는 것을 도운)은 하원의 특별 회기에서 아디카리 정부에 대한 불신임 투표에 대한 네팔 의회당의 요구를 지지했다. 아디카리는 1994년에 취임한 상황을 재현하기 위해 의회를 해산하고 선거를 소집하려고 했다. 그러나 의회가 주도한 대법원의 도전은 이 움직임이 위헌으로 간주되어 의회가 복원되었다. 불신임 투표는 성공적으로 진행되었다. 1995년 선거에서 아디카리의 정부는 투표로 공직에서 물러났다.
아디카리는 세계에서 정부 수반을 역임한 몇 안 되는 민주적으로 선출된 공산당 당원 중 한 명이었다.

## 건강 및 사망
아디카리는 40년 동안 천식을 앓았고 결핵에 걸린 후 4년 동안 중국으로 가서 치료를 받았다.
1999년 4월 19일, 그는 고타타르 마을에서 열린 선거 집회 중에 심장마비를 일으켜 혼수상태에 빠졌다. 그는 4월 22일 회복될 가망이 없는 뇌사 판정을 받았고, 그는 4일 후에 죽었다. 그는 그의 아내와 두 아이들에 의해 살아남았다.